# Apamea pabulatricula
Apamea pabulatricula là một loài bướm đêm trong họ Noctuidae.